# Heterolinyphia secunda
Heterolinyphia secunda is een spinnensoort in de taxonomische indeling van de hangmatspinnen (Linyphiidae).
Het dier behoort tot het geslacht Heterolinyphia. De wetenschappelijke naam van de soort werd voor het eerst geldig gepubliceerd in 1999 door Konrad Thaler.
De soort komt voor in Bhutan. 